# Louis-Dominique de Cambis
Louis-Dominique, markiz de Cambis, kawaler de Velleron (ur. 1669, zm. 12 lutego 1740 w Londynie) – francuski arystokrata i dyplomata.
W roku 1715 otrzymał Wielki Krzyż Orderu Św. Ludwika.
Ambasador Francji w Wiedniu od 1729 roku. Od 1739 roku kawaler orderu Św. Ducha.
W roku 1724 poślubił Catherine-Nicole de Gruyn (1702–1785).